# Kak (Nguelemendouka)
Pour les articles homonymes, voir Kak.
Kak est un village du Cameroun situé dans le département du Haut-Nyong et la région de l'Est.
Il fait partie de la commune de Nguelemendouka.

## Population
Selon le Plan Communal de Développement de Nguelemendouka (2012), la population locale était de 225 personnes.

## Développement
Selon le Plan Communal de Développement de Nguelemendouka (2012), plusieurs mesures ont été envisagées pour le développement de Kak.
1. Création, construction et équipement d'une école primaire à Kak
2. Construction d'un point d’eau
3. Extension du réseau électrique